# Gary Cherone
Gary Cherone (Malden, 26 de julho de 1961) é um cantor e compositor americano de rock, mais conhecido como vocalista das bandas Extreme e Van Halen. Cherone cresceu em uma família musical e começou a se apresentar em bandas locais durante a adolescência.
Em 1985, Cherone formou a banda Extreme com o guitarrista Nuno Bettencourt. O álbum de estreia da banda, Extreme, foi lançado em 1989 e apresentou o sucesso "Play With Me". Seu segundo álbum, Pornograffitti, foi lançado em 1990 e incluiu o sucesso "More Than Words", que se tornou um fenômeno mundial.
Após deixar o Extreme em 1996, Cherone juntou-se ao Van Halen como o terceiro vocalista principal da banda. Com o Van Halen, ele gravou o álbum Van Halen III em 1998, que recebeu críticas mistas e teve um desempenho comercial ruim.
Cherone também lançou material solo, incluindo o álbum Need I Say More em 1997. Além de seu trabalho como músico, ele também atuou como ator e apareceu em filmes e programas de TV.
Cherone também participou de outros projetos de banda, como o Tribe of Judah e o Hurtsmile, este último uma banda que conta com a participação de seu irmão Mark Cherone.

## Bandas
- Extreme (1985-1996, 2004-2006, 2007-2016)
- Van Halen (1996-1999)
- Tribe of Judah (2001-2003)
- Hurtsmile (2007-presente)

## Discografia

### Com o Extreme
- Extreme (1989)
- Pornograffitti (1990)
- III Sides to Every Story (1992)
- Waiting for the Punchline (1995)
- Need I Say More (1997)
- Saudades de Rock (2008)
- Take Us Alive (2010)
- Pornograffitti Live 25 (2016)

### Com o Van Halen
- Van Halen III (1998)

### Com o Tribe of Judah
- Exit Elvis (2002)

### Com o Hurtsmile
- Hurtsmile (2011)
- Retrogrenade (2014)